# Marshall Warren Nirenberg
Marshall Warren Nirenberg (født 10. april 1927, død 15. januar 2010) var en amerikansk biokemiker og genetiker. Han modtog i 1968 Nobelprisen i fysiologi eller medicin sammen med Har Gobind Khorana og Robert W. Holley for at bryde den genetiske kode og beskrive, hvorledes den virker i proteinsyntese.